# Iļģi
 (novembre 2015).
Iļģi est un groupe de folk rock letton. Le groupe est composé en 2015 de Ilga Reizniece (chant, violon), Māris Muktupāvels (cornemuse, accordéon, flûte), Gatis Gaujenieks (basse), Egons Kronbergs (guitare), Vilnis Strods (percussion).

## Biographie
Le groupe Iļģi est formé le 21 avril 1981 et est considéré comme le leader du folk rock en Lettonie. À l'origine formé comme groupe de folk, qui joue de la musique folklorique traditionnelle, Iļģi se concentre par la suite sur une interprétation musicale plus libre, devenant un groupe folk rock (ou plutôt post-folk). Leurs premiers enregistrements sont résumés dans leur premier double-album Agrie gadi. Le premier album, Rāmi, rāmi, montre déjà le chemin créatif d'Iļģi ; il contient principalement des morceaux lents et méditatifs.
L'album Saules meita est publié en 1998 dans un contexte de musique pop et rock, qui plus tard permet au groupe de se faire connaitre par un public plus large.
À cinq feprises, Iļģi reçoivent le prix Latvian Music Record du meilleur album de musique contemporaine lettone. 
En 2008, le groupe annonce la sortie d'un album instrumental. Le 3 décembre 2011, Iļģi fête ses 30 ans avec un concert au Palladium Concert Hall à Riga. Un double-album est prévu. La même année, le groupe publie une compilation qui comprend des morceaux issus de leurs albums Sēju vēju, Kaza kāpa debesīs, Ne uz vienu dienu, Ej tu dejot!v, et Īsākās nakts dziesmas (2001-2009).

## Discographie
- 1993 : Rāmi, rāmi
- 1993 : Bāreņu dziesmas
- 1996 : Riti, riti
- 1998 : Saules meita
- 2000 : Sēju vēju
- 2002 : Agrie gadi
- 2002 : Spēlēju, dancoju
- 2003 : Kaza kāpa debesīs
- 2005 : Totari
- 2006 : Ne uz vienu dienu
- 2008 : Ej tu dejot
- 2009 : Īsākās nakts dziesmas
- 2011 : Izlase (compilation)
- 2011 : Tur Saulīte Pērties Gāja